# Грузински език
Грузинският език (ქართული ენა) е картвелски език, говорен от грузинците. Той е официалният език в Грузия, страна в Кавказ.
Грузинският има своя собствена писменост – грузинската азбука.
Грузинският е литературен език за всички разновидности грузинци, включително и тези, които говорят други картвелски езици: свански, мегрелски и лазки.

## Класификация
Грузинският е най-широко разпространеният измежду картвелските езици – семейство, което също включва свански, мегрелски (основно говорен в северозападна Грузия) и лазки език (говорен основно по Черноморието).

## Диалекти
Грузинските диалекти са от Имеретия, Рача-Лечхуми, Гурия, Аджария, Имеркеви (Турция), Картли, Кахетия, Тушетия, Хевсурети, Хеви, Пшавия, Мтиулети и Месхетия.

## История
Историята на грузинския език може да се раздели основно на:
- Ранен старогрузински: IV/V–VIII век
- Класически старогрузински: IX–XI век
- Средновековен грузински: XI/XII–XVII/XVIII век
- Модерен грузински: XVII/XVIII век –

Грузинският има общ потомствен език (пракартвелският) с сванския, мегрелския и лазкия езици. Грузинският, като отделен език от другите картвелски езици, се е появил в първото хилядолетие пр. Хр в Кавказка Иберия. Най-ранният намек за говоримия грузински вероятно е от римския граматик Марк Корнелий Фронтон през II век, който си представял как иберийците се обръщат към Марк Аврелий на техния „неразбираем език“.
Въз основа на степента на различие между южнокавказките езици, езиковеди като Г. Климов, Т. Гамкрелидзе, Г. Мачавариани, смятат, че първото им разделение трябва да се отнесе към 2 хилядолетие пр.н.е. или по-рано, когато сванският се отделя от останалите езици. Мегрелският и лазкият се отделят от грузинския около 1000 години по-късно.
Еволюцията на грузинския от говорим в писмен език е вследстиве на покръстването на грузинския елит в средата на IV век. Новият книжовен език е построен на вече утвърдена културна инфраструктура и добива статута на арамейския език – книжовният език на езическа Грузия. Първите текстове на грузински са надписи и палимпсести, датиращи от V век. Грузинският има дълги литературни традиции. Най-старият запазен текст на грузински е „Мъченичеството на царица Шушаник“ от Яков Цуртавели, написан през V век. Грузинският национален епос „Витязът в тигрова кожа“ е написан от Шота Руставели през XII век.

## Писменост
Грузинският е използвал най-различни писмености през историята си. Настоящата, мхедрули, е почти напълно доминантна; останалите разновидности се използват предимно в религиозни документи и в архитектурата.
Мхедрули се състои от 33 букви в обща употреба; други вече са остарели. Буквите от мхедрули  съвпадат в голяма степен с фонемите в грузинския език.
Според традицията, описана от Леонти Мровели през XI век, грузинската азбука е създадена от царя на Иберия Фарнаваз през III век пр.н.е. Въпреки това първите запазени текстове, които я използват, са от IV-V век.
С течение на времето азбуката се е изменяла. Днес съществуват три грузински азбуки, значително различаващи се една от друга – асомтаврули („главни букви“), нусхури („малки букви“) и мхедрули („военна“). Първите две, използвани заедно като главни и малки букви, се наричат хуцури („свещеническа“) и се използват от Грузинската православна църква. В съвременния грузински се използва азбуката мхедрули, при която няма разграничение между главни и малки букви.
| Буква | Национална транскрипция | IPA транскрипция |
| ----- | ----------------------- | ---------------- |
| ა     | a                       | ɑ                |
| ბ     | b                       | b                |
| გ     | g                       | ɡ                |
| დ     | d                       | d                |
| ე     | e                       | ɛ                |
| ვ     | v                       | v                |
| ზ     | z                       | z                |
| თ     | t                       | tʰ               |
| ი     | i                       | i                |
| კ     | k'                      | kʼ               |
| ლ     | l                       | l                |
| მ     | m                       | m                |
| ნ     | n                       | n                |
| ო     | o                       | ɔ                |
| პ     | ṗ'                      | pʼ               |
| ჟ     | zh                      | ʒ                |
| რ     | r                       | r                |
| ს     | s                       | s                |
| ტ     | t'                      | tʼ               |
| უ     | u                       | u                |
| ფ     | p                       | pʰ               |
| ქ     | k                       | kʰ               |
| ღ     | gh                      | ɣ                |
| ყ     | q'                      | qʼ               |
| შ     | sh                      | ʃ                |
| ჩ     | ch                      | t͡ʃʰ              |
| ც     | ts                      | t͡sʰ              |
| ძ     | dz                      | d͡z               |
| წ     | ts'                     | t͡sʼ              |
| ჭ     | ch'                     | t͡ʃʼ              |
| ხ     | kh                      | x                |
| ჯ     | j                       | d͡ʒ               |
| ჰ     | h                       | h                |

## Граматика
Грузинският е аглутинативен език, който няма родове и определителен член. Вместо обичайните за повечето езици предлози, грузинският използва следлози, които стоят отделно след думата или се прикрепят към съществителното като наставки. Същата система се среща и при уралските езици (фински, унгарски, коми). Грузинският език има 7 падежа – именителен, дателен, родителен, творителен, обстоятелствен, звателен и т.нар. ергативен. Причинният падеж се използва при определени глаголни форми (например при глаголното време аорист). Затова грузинският е ергативен език, т.е. допълнението попада в даден падеж в зависимост от това дали глаголът, обозначаващ действието, е преходен, или непреходен. Склонението на съществителните зависи от корена на думата. Ето пример за склонение на съществителни от различни типове. За улеснение грузинските думи са транскрибирани на латиница.
|                      | Основа, завършваща на съгласна | Пример: k'ats- („човек“) |  | Основа, завършваща на гласна, която се съкращава | Пример: mama- („баща“) |  | Основа, завършваща на гласна, която не се съкращава | Пример: Sakartvelo- („Грузия“) |
| -------------------- | ------------------------------ | ------------------------ |  | ------------------------------------------------ | ---------------------- |  | --------------------------------------------------- | ------------------------------ |
| Именителен падеж     | -i                             | k'ats-i                  |  | -Ø                                               | mama                   |  | -Ø                                                  | Sakartvelo                     |
| Ергативен падеж      | -ma                            | k'ats-ma                 |  | -m                                               | mama-m                 |  | -m                                                  | Sakartvelo-m                   |
| Дателен падеж        | -s                             | k'ats-s                  |  | -s                                               | mama-s                 |  | -s                                                  | Sakartvelo-s                   |
| Родителен падеж      | -is                            | k'ats-is                 |  | -is *                                            | mam-is                 |  | -s                                                  | Sakartvelo-s                   |
| Творителен падеж     | -it                            | k'ats-it                 |  | -it *                                            | mam-it                 |  | -ti                                                 | Sakartvelo-ti                  |
| Обстоятелствен падеж | -ad                            | k'ats-ad                 |  | -d                                               | mama-d                 |  | -d                                                  | Sakartvelo-d                   |
| Звателен падеж       | -o                             | k'ats-o!                 |  | -Ø                                               | mama!                  |  | -Ø                                                  | Sakartvelo!                    |

Както в повечето синтетични езици, словоредът в грузинския е сравнително свободен. Спрегнатите форми на глагола съдържат в себе си и маркер за подлога и за прякото или непряко допълнение, което значително усложнява спрежението в грузинския.

## Речников състав
Грузинският е приел множество чуждици, най-вече от турския, персийския, арабския, руския и английския.
Грузинската бройна система е двайсетична – например числото 55 се изразява като „два пъти по двайсет и петнайсет“.
Грузинските фамилни имена окончават на „-дзе“ (например бившият президент на Грузия Едуард Шеварднадзе), на „-швили“ (например Йосиф Джугашвили), а също така на „-иа“, „-уа“, „-ани“ и „-ури“. В действителност окончанието „-дзе“ на старогрузински означава „син“ и се среща предимно в Западна Грузия, „-швили“ – дете, при източногрузински имена, „-иа“ и „-уа“ – при мингрелски фамилни имена, „-ани“ – при свански и „-ури“ – при хевурски фамилни имена.

## Примери

### Образуване на думи
Грузинският има система, която помага за създаването на съществителни имена от глаголни корени с представки и наставки. Например:
- От корена ts'er - („пиша“) се получават думите ts'erili („буква“) и mts'erali („писател“).
- От корена tsda – („опитвам“) се получава думата gamotsda („изпит“).
- От корена gav – („приличам“) се получават думите msgavsi („сходен“) и msgavseba („сходство“).
- От корена šen – („строя“) се получава думата šenoba („сграда“).
- От корена tskh – („пека“) се получава думата namtskhvari („торта“).
- От корена tsiv – („студ, хлад“) се получава думата matsivari („хладилник“)

Възможно е да се образуват глаголи и от съществителни имена:
- От съществителното sadili („обяд“) се получава глаголът sadilob („обядвам“).
- От съществителното sakhli („дом, къща“) се получава глаголът gadasakhleba („местя се“, „установявам се на друго място“)

Аналогично, глаголи могат да се получат и от прилагателни имена:
- От прилагателното ts'iteli („червено“) се получава глаголът gats'itleba („изчервявам се“, „зачервявам се“). Този вид образуване може да се наблюдава при много прилагателни в грузинския. Други примери са:
- От прилагателното brma („сляп“) се получава глаголът dabrmaveba („ослепявам“)
- От прилагателното lamazi („красив“, „хубав“) се получава глаголът galamazeba („разкрасявам“, „разхубавявам“)

### Думи, започващи с няколко съгласни
В грузинския много имена и прилагателни започват с две или повече съседни съгласни.
- Някои лингвисти твърдят, че почти половината от грузинските думи започват с двойни съгласни. Това се дължи на факта, че повечето срички в езика започват с две определени съгласни. Някои примери за думи, започващи с двойни съгласни са:
  - წყალი (ts'q'ali), „вода“
  - სწორი, (sts'ori), „правилен“
  - რძე, (rdze), „мляко“
  - თმა, (tma), „коса“
  - მთა, (mta), „планина“
  - ცხენი, (tskheni), „кон“
- Има и много думи, започващи с три съседни съгласни:
  - თქვენ, (tkven), „вие“
  - მწვანე, (mts'vane), „зелен“
  - ცხვირი, (tskhviri), „нос“
  - ტკბილი, (t'k'bili), „сладък“
  - მტკივნეული, (mt'k'ivneuli), „болезнен“
  - ჩრდილოეთი, (črdiloeti), „север“
- Срещат се също и думи с четири съседни съгласни:
  - მკვლელი, (mk'vleli), „убиец“
  - მკვდარი, (mk'vdari), „мъртъв“
  - მთვრალი, (mtvrali), „пиян“
- Има и по-екстремни случаи, в които думите започват с шест съседни съгласни:
  - მწვრთნელი, (mts'vrtneli), „треньор“
- Следните думи започват с осем съседни съгласни:
  - გვფრცქვნი (gvprtskvni), „ти ни белиш“
  - გვბრდღვნი (gvbrdgvni), „ти ни разкъсваш“

## Езиков пример
Член 1 от Всеобщата декларация за правата на човека на грузински:
ყველა ადამიანი იბადება თავისუფალი და თანასწორი თავისი ღირსებითა და
უფლებებით. მათ მინიჭებული აქვთ გონება და სინდისი და ერთმანეთის მიმართ
უნდა იქცეოდნენ ძმობის სულისკვეთებით.
- Транслитерация

Qvela adamiani ibadeba t'avisup'ali da t'anascori tavisi ġirsebit'a da uplebebit'. Mat miničebuli ak'vt' goneba da sindisi da ert'manet'is mimart' unda ik'c'eodnen żmobis suliskvet'ebit'.
- Превод

Всички хора се раждат свободни и равни по достойнство и права. Те са надарени с разум и съвест и следва да се отнасят помежду си в дух на братство.